# عاسف جعفروف
عاسف علي إسكندر أوغلو جعفروف (بالأذرية: Asəf Cəfərov) – فنان الشعب في جمهورية أذربيجان الاشتراكية السوفيتية (1989).

## حياته ومشواره المهنية
ولد عاسف جعفروف في عائلة المعلميين في 28 يوليو عام 1927. تلقى الرسام تعليمه في المدرسة العليا للفنون في أذربيجان إسمه عزيم عزيمزاده من 1945 إلي 1950. وفي 1957 تخرج من معهد موسكو للفنون بمرتبة الشرف. وبعد رحلته إلى الهند، عاد إلى باكو.
أدرج أعماله جعفروف في الكتالوج العالمي وكما يعرضون في غاليري تريتياكوف وفي متحف الفنون الشرقية في روسيا.
توفي الفنان عاسف جعفروف في 3 أبريل عام 2000 في مدينة باكو.